# Гражданство Австрии
Гражданство Австрии (Österreichische Staatsbürgerschaft) — устойчивая правовая связь лица с Австрией, выражающаяся в совокупности их взаимных прав и обязанностей.
Базируется на принципе «права крови» (Jus sanguinis), то есть австрийское гражданство приобретается автоматически, если один из родителей является австрийцем вне зависимости от места рождения.

## Основные положения
Австрийская Республика была основана в 1955 году, и действующее законодательство о гражданстве было первоначально принято в 1965 году. Затем оно дорабатывалось в 1985 году с целью отражения гендерного равенства, обеспечивающего идеальную симметрию для приобретения гражданства посредством брака одним из партнеров. Закон обновлялся несколько раз — в 1986, 1988, 1993, 1994, 1997, 1998, 2006 и 2013 годах.

## Приобретение австрийского гражданства

### Рождение в Австрии
Рождение в Австрии само по себе не даёт австрийского гражданства. Однако, это может привести к сокращению потребности в жительстве для натурализации в качестве австрийского гражданина. Исключение составляют подкидыши в возрасте до 6 месяцев — они по закону считаются австрийскими гражданами.

### Родители-австрийцы
Ребёнок, родившийся у двух австрийских родителей, является гражданином Австрии, независимо от семейного положения родителей.
Если родители состоят в браке во время рождения, австрийское гражданство матери или отца является достаточным, если ребёнок родился после 1 сентября 1983 года. Для детей, родившихся до этой даты, отец должен быть австрийским гражданином. Дети, родившиеся у австрийской матери, состоящей в браке с не австрийским отцом, не имеют права на получение.
Если родители не состоят в браке, мать автоматически получает австрийское гражданство. Отец получает гражданство, если он признает отцовство, или суд делает это в течение 8 недель после рождения. Если родители вступают в брак через какое-то время после рождения ребёнка, гражданство автоматически предоставляется ребёнку задним числом. Однако, если ему более 14 лет, то в этом случае требуется согласие ребёнка.

### Натурализация
Заявление на получение гражданства Австрии по натурализации можно подать после 10 лет постоянного проживания в Австрии. Среди дополнительных требований — знание немецкого языка и ряд индивидуальных критериев.
Срок обязательного проживания на территории Австрии может быть уменьшен в следующих случаях:
- Признанные беженцы (6 лет);
- Граждане других стран Европейской экономической зоны (6 лет);
- Лица, родившиеся в Австрии;
- Бывшие граждане Австрии;
- Лица, знающие немецкий язык на уровне B2 или подтверждающие существенную личную интеграцию (после 6 лет прерванного проживания).

### Право на получение гражданства
Некоторые лица имеют право на получение гражданства Австрии более простым процессом, чем натурализация:
- Несовершеннолетние дети лица, получившего австрийское гражданство, чаще всего также получают австрийское гражданство.
- Супруги австрийских граждан (в случае, если брак длится минимум 5 лет, а заявитель-супруг проживает в Австрии с разрешением на поселение в течение как минимум 6 лет).
- Лицо, проживающее в Австрии в течение 30 лет или 15 лет в случаях «устойчивой личной и профессиональной интеграции», имеет право на получение австрийского гражданства.

Австрия готова принимать инвесторов, способных сделать существенные вливания в экономику страны, руководителей высокого уровня, квалифицированных работников некоторых специальностей и беженцев. Первым шагом на пути получения австрийского гражданства является получение временного вида на жительство.

### 12 способов получения вида на жительство в Австрии
Первым шагом на пути к гражданству Австрии является получение вида на жительства. Существует всего 12 способов получить ВНЖ в Австрии:
- ВНЖ Австрии для финансово независимых лиц[5] (без права на работу); Подойдет тем, кто не собирается работать в Австрии: подразумевается, что у вас есть источники прибыли за пределами страны или солидные накопления. Свою обеспеченность придется доказать: нужна справка о доходах или выписка с банковского счета. Обратите внимание Данный вид ВНЖ выдают по квотам, а квоты распределяются в первых числах января. Готовить документы нужно заранее: в идеале — ещё до декабря. Если не успеете с заявкой, придется ждать следующего января или рассматривать другие ВНЖ Австрии.
- ВНЖ Австрии через трудоустройство: — «Красно-бело-красная карта» (выдается персоналу высокой квалификации, представителям редких профессий, гражданам, занимающим руководящие должности, бизнесменам, иностранцам-выпускникам австрийских ВУЗов); — «Красно-бело-красная карта Плюс» (для членов семьи обладателей красно-бело-красной и голубой карт или граждан, находящихся в Австрии на ПМЖ); — «голубая карта ЕС» (обеспечивает вид на жительство Австрии на 2 года).
- ВНЖ по воссоединению семьи;
- ВНЖ для самозанятых;
- ВНЖ для сменной рабочей силы;
- ВНЖ для студентов;
- ВНЖ для школьников;
- ВНЖ для деятелей искусства;
- ВНЖ для командировочных;
- ВНЖ для волонтеров;
- ВНЖ для исследователей;
- ВНЖ, выдаваемый в исключительных случаях.

## Свобода передвижения граждан Австрии
Требования к визе для австрийских граждан являются административными ограничениями на въезд, установленными властями других государств. В 2017 году австрийцы имели безвизовый доступ или визы по прибытии в 173 странах и территориях, а австрийский паспорт занимал 4-е место в мире в соответствии с индексом визовых ограничений.

## Гражданство Европейского союза
Австрийские граждане также являются гражданами Европейского Союза и, таким образом, пользуются правом свободного передвижения и имеют право голосовать на выборах в Европейский парламент.